# Заневский Пост
Зане́вский Пост — железнодорожная станция третьего класса на Окружной линии Октябрьской железной дороги. Расположена в Красногвардейском районе Санкт-Петербурга. Является узловой станцией, от неё ответвляются пути примыкания к станциям Заневский Пост-2, Ржевка (одноколейный) и Ладожскому вокзалу, а также одноколейный 5-километровый подъездной путь к промзоне в Янино-1.

## История
Согласно данным 1939 года называлась «полустанок Заневский».

## Пассажирское сообщение
В XX веке через станцию шло регулярное пассажирское сообщение (несколько пар в день поездов  Ржевка —  Горы, Ржевка — Манушкино / Павлово-на-Неве — сначала три-четыре «плацкартника» под тепловозом ТЭП60, затем дизель-поезд Д1 депо Выборг, потом шестивагонная и, наконец, восьмивагонная электричка). Движение пассажирских поездов через станцию прекращено одновременно с открытием Ладожского вокзала в 2003 году. Имелась одна изначально песчаная низкая, впоследствии высокая бетонная платформа, в последнее время своего существования находившаяся в полуразрушенном состоянии.
Со станции производилась доставка нефтепродуктов в аэропорт «Ржевка».

## География

Схема железнодорожных линий вокруг станции Заневский Пост

По железнодорожной линии через станцию проходит граница Санкт-Петербурга.
С востока к станции вплотную примыкает деревня Заневка.
К югу от Заневки находится техническая станция Заневский Пост-2.
К северу проходит магистраль проспект Косыгина — Колтушское шоссе, пересекающая железнодорожную линию по Колтушскому путепроводу.